# Venom
Venom — англійський хеві-метал гурт, створений в Ньюкаслі у 1978 році. Перші два альбоми Venom, Welcome to Hell (1981) і Black Metal (1982), набули популярності наприкінці нової хвилі британського хеві-металу, вважаються основним впливом на треш-метал і екстрем-метал загалом. Їхній другий альбом виявився настільки впливовим, що його назва використовувалася як назва жанру блек-метал; в результаті Venom були частиною ранньої хвилі жанру разом з Mercyful Fate та Bathory .

## Загальні відомості
У 1979-му році троє музикантів вирішили зробити крок далі, ніж всі інші їхні сучасники. Свої імена Конрад Лент, Джефф Данн і Тоні Брей змінили на кшталт військових прізвиськ: Кронос, Мантас та Абаддон. Згідно слів останнього натхнення вони черпали у виконавців раннього хеві-металу, як-то Black Sabbath і Deep Purple, Sex Pistols та Kiss. Venom осучаснили тяжкість і темний містицизм своїх попередників, виконуючи все той же швидкий блюз-рок, але з первісною агресією, котру раніше вважали атрибутом виключно виконавців панку. Також окрім першопрохідництва в спотворені звуку, порівнятися з яким не могла жодна панківська або металева команда тих часів, популярність Venom подвоїлася завдяки включенню в імідж сатанізму. Втім інтерв'ю з виконавцями констатували факт, що вони скорше являли собою накачаних пивом рок'н'роллерів, котрі мріяли добре провести час, а сатанізм, присутній в образах та віршах, був засобом досягнення популярності:
Велика кількість сучасніших колективів екстремального металу відзначали вплив Venom на їхню творчість. Серед них такі гранди, як Mayhem, Slayer, Metallica, Megadeth, Anthrax, Testament, Hellhammer, Exodus. В свою чергу на музику Venom також вплинули такі колективи як Judas Priest і Motörhead та Kiss.

## Критика
Пісні Venom були включені до так званого списку "Filthy Fifteen", складеного Центром музичних ресурсів батьків (PMRC) під час слухань щодо музичного контенту 1980-х років. Пісня Possessed з альбому «Possessed» була розкритикована PMRC за «окультний» ліричний зміст. Зусилля PMRC привели до включення лейблами до альбомів наклейки Parental Advisory, які стали повсюдно поширеними на фізичних носіях музики.

Хоча багато шанувальників і музикантів бачать Venom як важливу групу, їхня музика, тим не менш, була предметом дискусій. Найбільша критика викликає сатанізм, який є основною рушійною силою музики та обкладинок альбомів гурту. У 2008 році Кронос пояснив, що причиною цього є розважальні цілі.
Я завжди цікавився сатанізмом, але ми артисти, і ми використовували такі теми, як сатанізм і язичництво, щоб розважати людей, як це роблять фільми жахів. Слухати альбом Venom — це те саме, що дивитися фільм Зловісні Мерці. У вільний час я не вбиваю дів. Це засмучує, коли люди не можуть зробити цю відмінність; Я маю на увазі, що Девід Боуї насправді не з Марса, чи не так? Але в пресі нас завжди неправильно цитували. Venom зізнаються, що танцюють біля багаття з незайманими? Дурниці.

—  Кронос
Критик Едуардо Рівадавія з AllMusic пише, що, незважаючи на те, що Welcome to Hell вплинули на «буквально тисячі» груп, Venom були «критично лаяні». Проте критик Джеймс Крістофер Монгер заявляє, що учасники Venom «зростали як музиканти» в міру розвитку їхньої кар’єри.  Етнограф Кіт Кан-Гарріс стверджує, що обмежені технічні навички гурту, особливо на початку їхньої кар’єри, були глибоким, хоча й ненавмисним фактором впливу гурту: будучи не в змозі імітувати більш технічно досвідчений метал своїх попередників або ровесників, Venom замість цього зосередилися на великій швидкості, створюючи музику, натхненну попереднім металом, але водночас інноваційну.